# Marie Davidson
Marie Davidson (Montréal, 1987) is een Canadese muzikant, bekend om haar werk in diverse genres, waaronder experimentele muziek, drone, noise en minimal wave. Ze heeft zowel solo als in samenwerking met andere muzikanten opnames gemaakt.

## Carrière
Samen met Xarah Dion vormde Caroline Davidson het duo Les Momies de Palerme. Hun album Brûlez ce coeur werd in 2010 uitgebracht via Constellation Records. Naast dit project werkte ze samen met diverse artiesten, zoals Matana Roberts (bij het project Coin Coin Chapter One: Gens de couleur libres) en David Kristian. Ook was ze betrokken bij het orkestale project Land of Kush.
Naast haar werk met Les Momies de Palerme, vormde Davidson samen met haar partner Pierre Guerineau het minimal wave-duo Essaie Pas. Met hun album Demain est une autre nuit werden ze in 2016 genomineerd voor de prestigieuze Polaris Music Prize.
Haar derde soloalbum, Adieux Au Dancefloor, werd in 2016 door Pitchfork uitgeroepen tot een van de beste elektronische albums van het jaar. Dit album, geïnspireerd door haar gemengde gevoelens over dancemuziek en de clubcultuur, werd goed ontvangen. In 2018 bracht ze Working Class Woman uit, gevolgd door Renegade Breakdown in 2020, beide op het label Ninja Tune. In 2025 bracht ze haar zesde album City of Clowns uit op het Belgische platenlabel DEEWEE.

## Muziekstijl
De muziek wordt vaak omschreven als zowel techno als minimal wave. Paul Simpson van AllMusic beschreef haar geluid als "koude, hypnotiserende minimal wave met analoge synthesizers en drumcomputers, die haar intieme maar afstandelijke teksten onderstreept." Pitchfork-schrijfster Sophie Kemp vergeleek de sound van Working Class Woman met de gesproken electroclash van Miss Kittin en de dromerige dissonantie van Julee Cruise.

## Discografie
Studioalbums
- Perte d'Identité (2014)
- Un Autre Voyage (2015)
- Adieux Au Dancefloor (2016)
- Working Class Woman (2018)
- Renegade Breakdown (2020)
- City of Clowns (2025)